# (30933) Grillparzer
(30933) Grillparzer ist ein Asteroid des Hauptgürtels, der am 17. Oktober 1993 vom deutschen Astronomen Freimut Börngen an der Thüringer Landessternwarte Tautenburg (IAU-Code 033) in Thüringen entdeckt wurde.
Der Asteroid wurde nach dem österreichischen Schriftsteller und Dramatiker Franz Grillparzer (1791–1872) benannt, der aufgrund der identitätsstiftenden Verwendung seiner Werke, vor allem nach 1945, auch als österreichischer Nationaldichter bezeichnet wird.